# Mopsella zimmeri
Mopsella zimmeri är en korallart som beskrevs av Kükenthal 1908. Mopsella zimmeri ingår i släktet Mopsella och familjen Melithaeidae. Inga underarter finns listade i Catalogue of Life.